# Scelolophia subroseata
Scelolophia subroseata là một loài bướm đêm trong họ Geometridae.